# Cantó de Saint-Malo-Nord
El cantó de Saint-Malo-Nord (bretó Kanton Sant-Maloù-Norzh) és una divisió administrativa francesa situat al departament d'Ille i Vilaine a la regió de Bretanya.

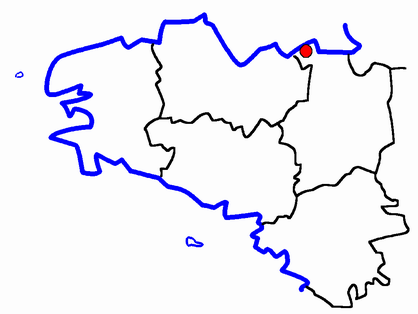
Situació del cantó

## Composició
El cantó aplega una comuna :
| Nom francès          | Nom bretó        | Població | km² | Codi Postal | Codi INSEE |
| Saint-Malo (fracció) | Sant-Maloù       | 29137    | ?   | 35400       | 35288      |
| Cantó                | Sant-Maloù-Norzh | 29137    | ?   | -           | 3537       |

## Història
| Data d'elecció                           | Identitat           | Partit     | Qualitat |
| ---------------------------------------- | ------------------- | ---------- | -------- |
| -1994                                    | Louis Chopier       | PS         |          |
| 1994-                                    | Catherine Jacquemin | Nou Centre |          |
| les dades anteriors no són pas conegudes |                     |            |          |
|                                          |                     |            |          |